# Rhacophorus
Rhacophorus is een geslacht van kikkers uit de familie schuimnestboomkikkers (Rhacophoridae). De groep werd voor het eerst wetenschappelijk beschreven door Heinrich Kuhl en Johan Coenraad van Hasselt in 1822. Oorspronkelijk werd de wetenschappelijke naam Racophorus gebruikt.
Alle soorten komen voor in delen van Azië en leven in de landen India, Japan, de Filipijnen en van China tot Celebes.
Er zijn 89 soorten maar het aantal soorten verandert regelmatig. Alleen al in 2008 werden vijf nieuwe soorten beschreven, de soort Rhacophorus variabilis werd in hetzelfde jaar tot een nieuw geslacht gerekend; Ghatixalus. De soort Rhacophorus pinglongensis is pas in 2016 voor het eerst wetenschappelijk beschreven.

## Taxonomie
Geslacht Rhacophorus
- Soort Rhacophorus achantharrhena
- Soort Rhacophorus angulirostris
- Soort Rhacophorus annamensis
- Soort Rhacophorus arboreus
- Soort Rhacophorus arvalis
- Soort Rhacophorus aurantiventris
- Soort Rhacophorus baluensis
- Soort Rhacophorus barisani
- Soort Rhacophorus belalongensis
- Soort Rhacophorus bengkuluensis
- Soort Rhacophorus bifasciatus
- Soort Rhacophorus bimaculatus
- Soort Rhacophorus bipunctatus
- Soort Rhacophorus borneensis
- Soort Rhacophorus burmanus
- Soort Rhacophorus calcadensis
- Soort Rhacophorus calcaneus
- Soort Rhacophorus catamitus
- Soort Rhacophorus chenfui
- Soort Rhacophorus cyanopunctatus
- Soort Rhacophorus dennysi
- Soort Rhacophorus dorsoviridis
- Soort Rhacophorus duboisi
- Soort Rhacophorus dugritei
- Soort Rhacophorus dulitensis
- Soort Rhacophorus edentulus
- Soort Rhacophorus exechopygus
- Soort Rhacophorus fasciatus
- Soort Rhacophorus feae
- Soort Rhacophorus gadingensis
- Soort Rhacophorus gauni
- Soort Rhacophorus georgii
- Soort Rhacophorus harrissoni
- Soort Rhacophorus helenae
- Soort Rhacophorus hoanglienensis
- Soort Rhacophorus hongchibaensis
- Soort Rhacophorus hui
- Soort Rhacophorus hungfuensis
- Soort Rhacophorus indonesiensis
- Soort Rhacophorus jarujini
- Soort Rhacophorus kio
- Soort Rhacophorus laoshan
- Soort Rhacophorus larissae
- Soort Rhacophorus lateralis
- Soort Rhacophorus leucofasciatus
- Soort Rhacophorus malabaricus
- Soort Rhacophorus malkmusi
- Soort Rhacophorus margaritifer
- Soort Rhacophorus marmoridorsum
- Soort Rhacophorus maximus
- Soort Rhacophorus minimus
- Soort Rhacophorus modestus
- Soort Rhacophorus moltrechti
- Soort Rhacophorus monticola
- Soort Rhacophorus nigropalmatus – Zwartvoetboomkikker
- Soort Rhacophorus nigropunctatus
- Soort Rhacophorus norhayatii
- Soort Rhacophorus omeimontis
- Soort Rhacophorus orlovi
- Soort Rhacophorus owstoni
- Soort Rhacophorus pardalis
- Soort Rhacophorus penanorum
- Soort Rhacophorus pinglongensis
- Soort Rhacophorus poecilonotus
- Soort Rhacophorus prasinatus
- Soort Rhacophorus prominanus
- Soort Rhacophorus pseudacutirostris
- Soort Rhacophorus pseudomalabaricus
- Soort Rhacophorus puerensis
- Soort Rhacophorus reinwardtii – Maleise vliegende boomkikker
- Soort Rhacophorus rhodopus
- Soort Rhacophorus robertingeri
- Soort Rhacophorus robinsonii
- Soort Rhacophorus rufipes
- Soort Rhacophorus schlegelii
- Soort Rhacophorus spelaeus
- Soort Rhacophorus subansiriensis
- Soort Rhacophorus suffry
- Soort Rhacophorus taipeianus
- Soort Rhacophorus translineatus
- Soort Rhacophorus tuberculatus
- Soort Rhacophorus turpes
- Soort Rhacophorus vampyrus
- Soort Rhacophorus verrucopus
- Soort Rhacophorus viridimaculatus
- Soort Rhacophorus viridis
- Soort Rhacophorus wui
- Soort Rhacophorus yaoshanensis
- Soort Rhacophorus yinggelingensis

Beddomixalus · 
Chiromantis · 
Feihyla · 
Ghatixalus · 
Gracixalus · 
Kurixalus · 
Liuixalus · 
Mercurana · 
Nasutixalus · 
Nyctixalus · 
Philautus · 
Polypedates · 
Pseudophilautus · 
Raorchestes · 
Rhacophorus · 
Taruga · 
Theloderma